# Équipe du Chili de beach soccer
L'équipe du Chili de beach soccer est une sélection qui réunit les meilleurs joueurs chiliens dans cette discipline.

## Palmarès
- Coupe du monde
  - 1er tour en 1998

- Copa América
  - 4e en 1996

- Coupe Latine (1)
  - Vainqueur en 2010
  - Finaliste en 2009

## Effectif 2010
| N° | Nat. | Poste | Nom du joueur      |
| -- | ---- | ----- | ------------------ |
| 1  |      | G     | Echeverría         |
| 2  |      | D     | Torres (capitaine) |
| 3  |      | A     | Palma              |
| 4  |      | M     | González           |
| 5  |      | M     | Ragusa             |
| 6  |      | D     | Argote             |

| No. | Nat. | Position | Nom du joueur |
| --- | ---- | -------- | ------------- |
| 7   |      | M        | Durán         |
| 8   |      | D        | Albuerno      |
| 9   |      | D        | Medalla       |
| 10  |      | A        | Belaúnde      |
| 11  |      | A        | Mena          |
| 12  |      | G        | Febre         |

## L'encadrement
- Sélectionneur :  Víctor Hugo Sarabia